# Аркуата Скривия
Аркуа̀та Скрѝвия (на италиански: Arquata Scrivia, на местен диалект: Arquà, Аркуа) е градче и община в Северна Италия, провинция Алесандрия, регион Пиемонт. Разположено е на 248 m надморска височина. Населението на общината е 6323 души (към 2010 г.).